# Séisme du 5 septembre 2022 en Afghanistan
Le séisme du 5 septembre 2022 en Afghanistan est un tremblement de terre d'une magnitude modérée de 5,3 ayant frappé la province de Kounar, en Afghanistan, près de la ville de Jalalabad, le 5 septembre 2022.

## Conséquences
Au moins dix personnes sont mortes et neuf autres ont été blessées par l'effondrement de maisons. L'étendue des dégâts n'est pas encore connue, mais des dizaines d'habitations seraient détruites,,.